# Zone de glace bleue

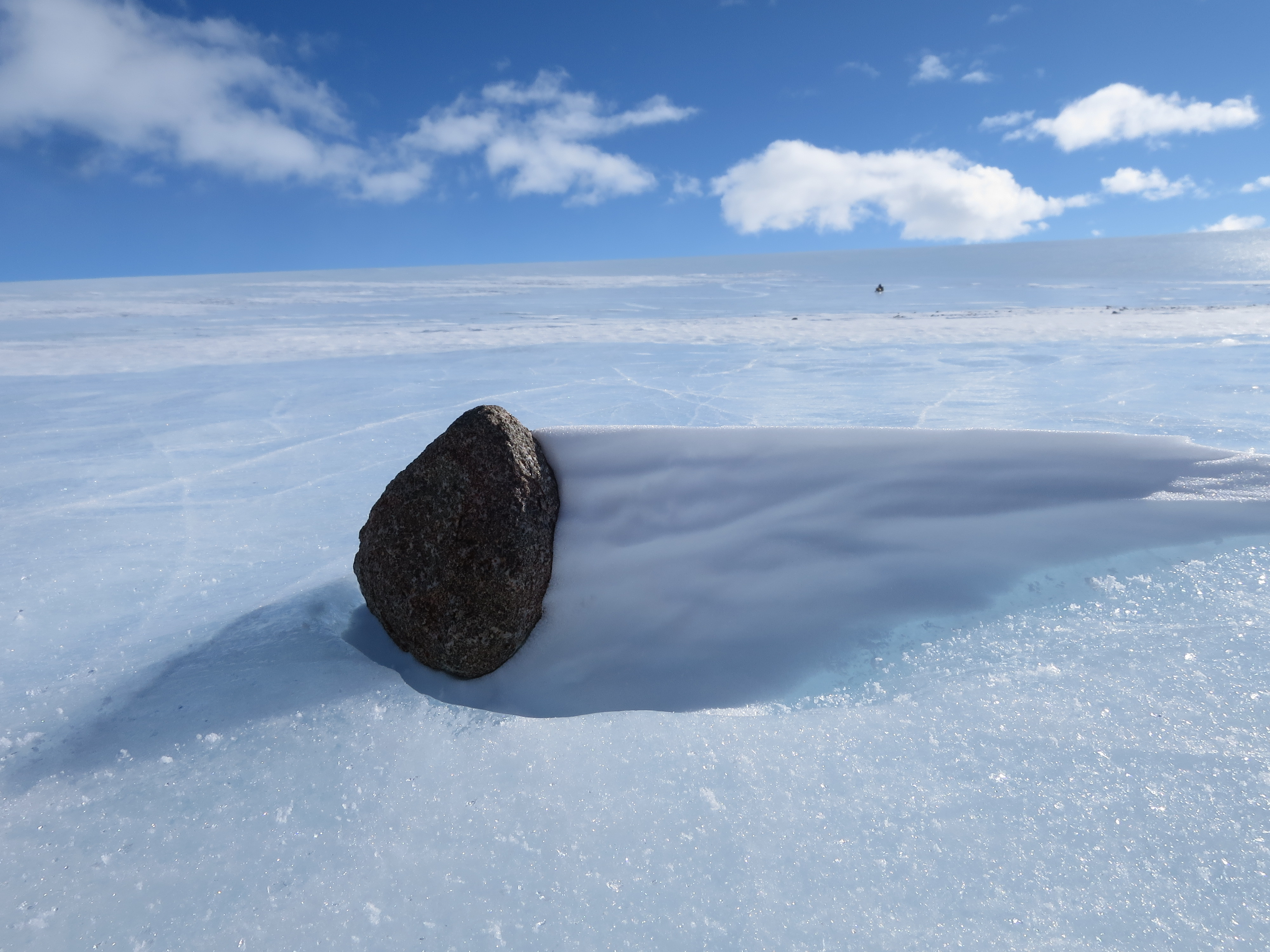
Une zone de glace bleue près du chaînon Miller, avec une météorite visible.

Une zone de glace bleue (en anglais : blue-ice area) est une zone couverte de glace de l'Antarctique où le transport et la sublimation de la neige portée par le vent entraînent une perte de masse nette de la surface de la glace en l'absence de fonte, formant une surface bleue qui contraste avec la surface blanche plus commune du continent.
Ces zones de glace bleue se forment généralement lorsque le mouvement de l'air et de la glace est obstrué par des obstacles topographiques tels que des montagnes qui émergent de la calotte glaciaire, générant des conditions climatiques particulières où l'accumulation nette de neige est dépassée par la sublimation éolienne et les transports de neige.
Environ 1% seulement de la zone de glace de l'Antarctique peut être considérée comme une zone de glace bleue, mais elles suscitent un intérêt scientifique en raison du grand nombre de météorites qui s'y accumulent : soit ces météorites tombent directement sur la zone de glace bleue et y restent, soit elles tombent ailleurs dans la calotte glaciaire et sont transportées vers la zone de glace bleue par l'écoulement glaciaire. De plus, de la glace datant de 2,7 millions d'années a été obtenue à partir de zones de glace bleue.
Les zones de glace bleue sont parfois utilisées comme pistes pour les avions.